# Hvězda mého srdce
Anketu Hvězda mého srdce uspořádala v červnu roku 2008 Česká televize. Šlo o diváckou anketu o nejpopulárnějšího herce a herečku českého filmu uspořádanou u příležitosti 110. výročí českého filmu. Finálový večer byl vysílán v přímém přenosu z Vinohradského divadla.

## Umístění herců
| Pořadí: | Herec:           | Herečka:           |
| ------- | ---------------- | ------------------ |
| 1.      | Vladimír Menšík  | Libuše Šafránková  |
| 2.      | Vlasta Burian    | Dana Medřická      |
| 3.      | Rudolf Hrušínský | Nataša Gollová     |
| 4.      | Oldřich Nový     | Jiřina Bohdalová   |
| 5.      | Ivan Trojan      | Iva Janžurová      |
| 6.      | Jan Werich       | Helena Růžičková   |
| 7.      | Tomáš Holý       | Adina Mandlová     |
| 8.      | Jaroslav Marvan  | Hana Maciuchová    |
| 9.      | Miloš Kopecký    | Tatiana Vilhelmová |
| 10.     | Josef Abrhám     | Stella Zázvorková  |